# Dawkinsia chalakkudiensis
Dawkinsia chalakkudiensis (оригінальна назва Puntius chalakkudiensis)
 — субтропічна прісноводна риба роду Dawkinsia родини коропових. Вперше описана у 1999 році. До 1999-го дану рибку систематики відносили до Puntius denisonii.
Ендемік басейну річки Чалакуді (Chalakkudy), штат Керала, Індія. За критеріями МСОП належить до видів під загрозою вимирання.
Dawkinsia chalakkudiensis має майже аналогічний вигляд як і барбус Денісона, а тому раніше (до 1999 року) вони вважалися одним видом. На відміну від барбуса Денісона у Dawkinsia chalakkudiensis на спинному плавці присутня темна пляма, поздовжня червона смуга коротша і в цілому забарвлення менш насичене. Довжина риби — до 12,5 см.
Зустрічається в продажу як акваріумна риба. Умови утримання в акваріумі як і у барбуса Денісона.